# Muzeum Historii Katowic

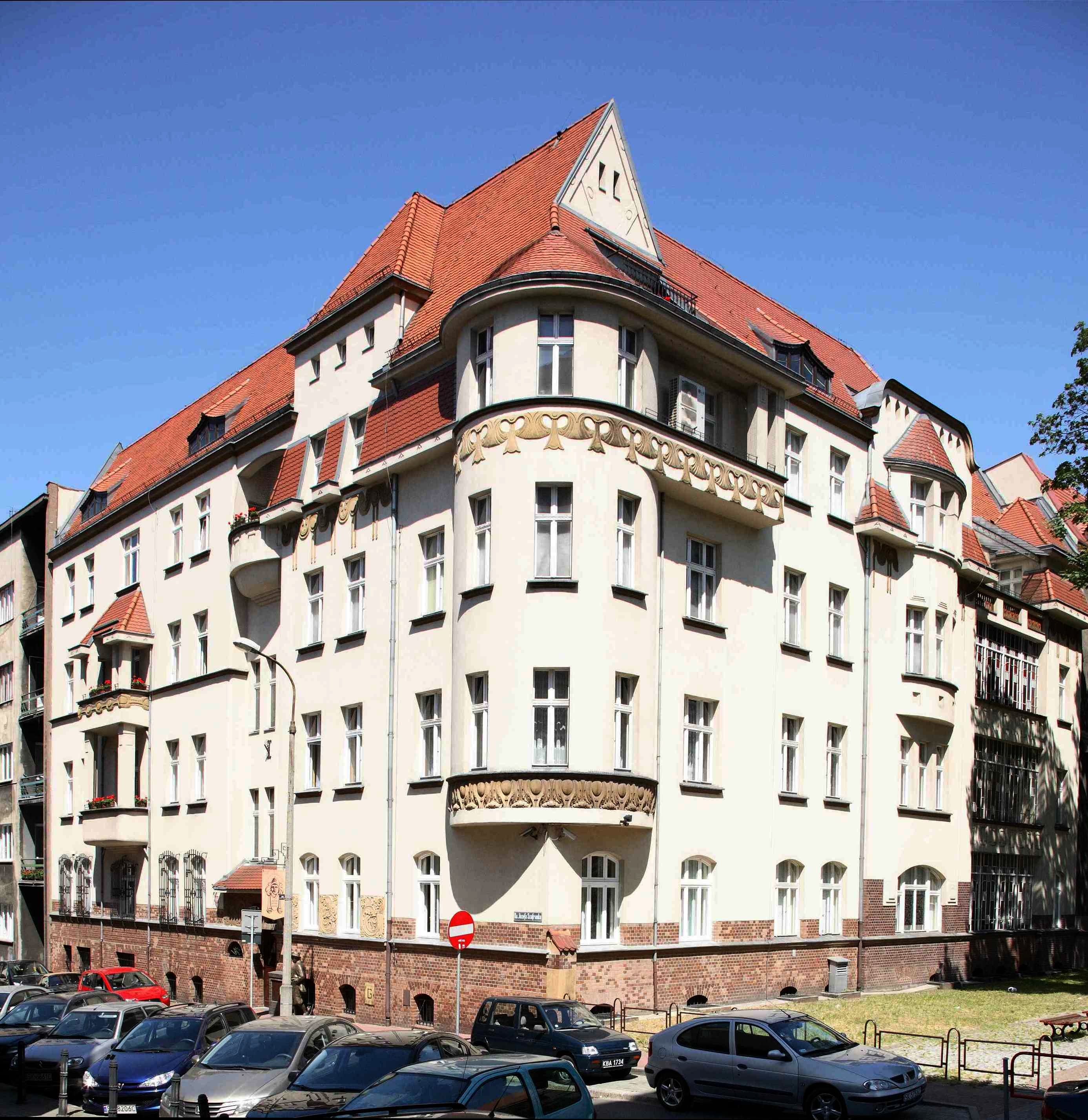
Sitz des Museums für Geschichte von Kattowitz (Ansicht 2016)

Das Muzeum Historii Katowic (dt. Museum für die Geschichte von Kattowitz) wurde 1981 per Dekret des Stadtpräsidenten gegründet. Heute hat das Museum seinen Sitz in einem Secessions-Bürgerhaus, das im Stadtzentrum von Katowice liegt. Es umfasst zwei Dauerausstellungen: eine zur Geschichte von Katowice, eine weitere mit rekonstruierten Innenräumen von Bürgerhäusern.

## Gebäude
Das luxuriöse dreistöckige Mietshaus wurde im Jahre 1908 entworfen und im Jahre 1912 in der Rüttgerstraße 9 (heute ks. J. Szafranka Straße 9) bezogen. Es wurde für Wilhelm Brieger, den Besitzer einer Baufirma, errichtet und enthielt von Anfang an Gas- und Wasserversorgung, elektrische Installation und Fernheizung ausgerüstet. Kohleöfen waren nur in den Küchen. Im Jahre 1919 kaufte das Haus Karl Polewka, im Jahre 1921 Siegmund Arz, Inhaber einer Tuchfabrik in Bielsko.
In jedem Stockwerk des Hauses befanden sich zwei Wohnungen – eine mit 310 m² Fläche, die zweite mit 150 m² Fläche. Sie wurden von gut situierten Menschen wie Ärzten, Rechtsanwälten und Gewerbetreibenden gemietet. Im Jahre 1939 wurde das Wohnhaus von Anna Grzesik gekauft. Nach dem Zweiten Weltkrieg kam es in kommunalen Besitz. In einer der Wohnungen wohnte mit der Familie ihrer Schwester in den Jahren 1947–1965 Elżbieta Korfantowa, die Witwe des bekannten Politikers Wojciech Korfanty. In den ersten Nachkriegsjahren wohnte hier auch der berühmte Dirigent Stanisław Skrowaczewski. Im Jahre 1979 wurde das Gebäude für das Museum für Geschichte von Kattowitz bestimmt, welches im Jahre 1981 seine Tätigkeit aufnahm.

## Geschichte
Das Muzeum Historii Katowic (dt. Museum für Geschichte von Kattowitz) wurde 1981 per Dekret des Stadtpräsidenten gegründet. 1981–1983 war es Teil des Muzeum Górnośląskie (Oberschlesisches Museum) in Bytom. Im Jahre 1991 wurde auf der 350 m² Fläche die Dauerausstellung der Wohnräume des reichen Bürgertums eröffnet, im Jahr 1999 auf einer 150 m² Fläche die Wohnräume des wohlhabenden Bürgertums. Zu den Dauerausstellungen gehört auch die Geschichte von Katowice von dem Jahr 1299 bis zur Gegenwart (pol. Dzieje Katowice od 1299 r. do współczesności).

## Dauerausstellungen

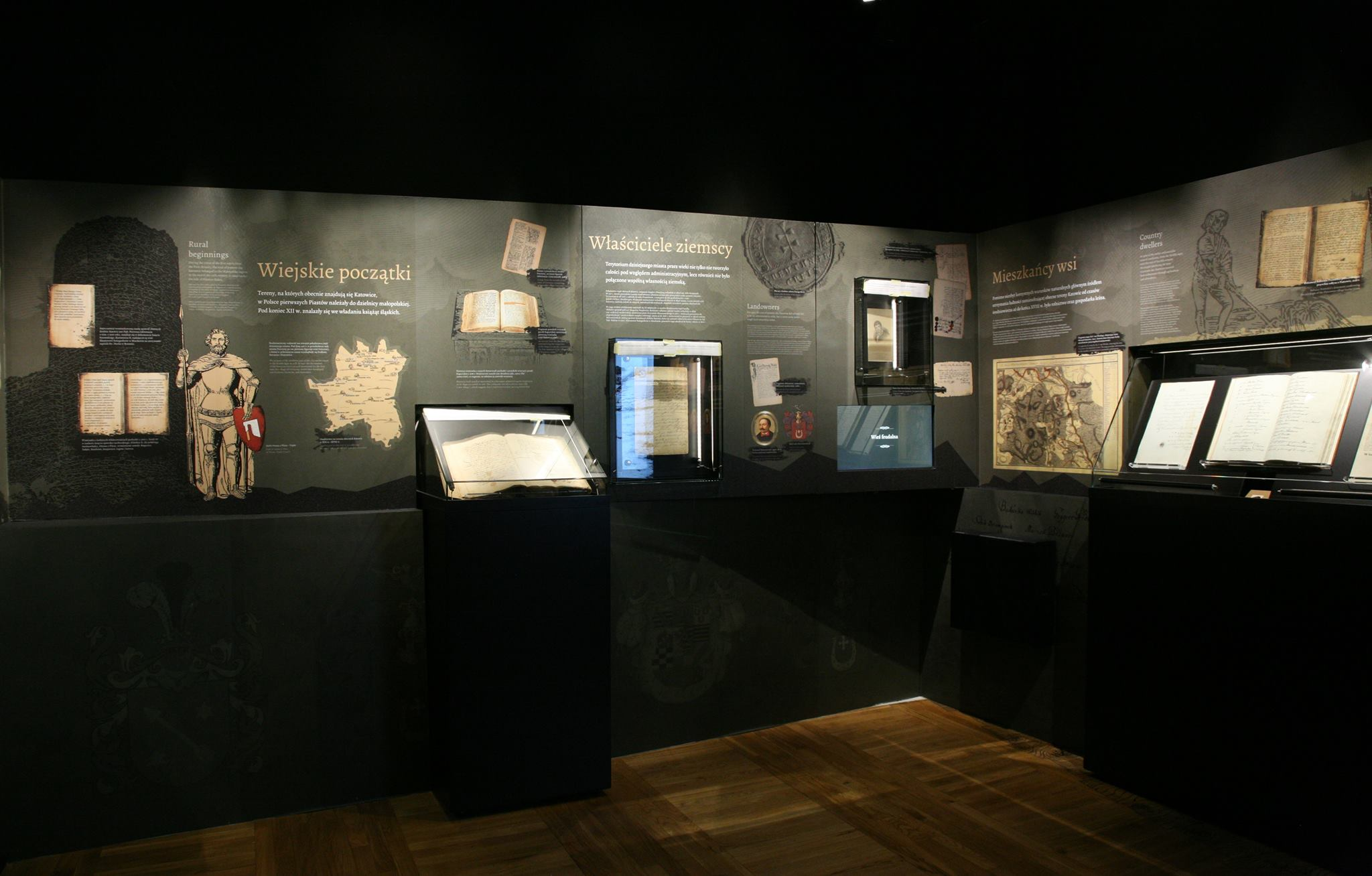
Dauerausstellung „Aus der Geschichte von Katowice“

- Innenräume der Bürgerhäuser: „Die Zimmer und die Küche der Nachbarn“ (poln. „U sąsiadów na pokojach i w kuchni”) und „Im Bürgerhaus. Alltag und Festtag“ (poln. „W kamienicy mieszczańskiej. Codzienność i odświętność”). Die Ausstellungen liegen im ersten Stock und umfassen zwei Wohnungen, in denen die Wohnkultur einer reichen und einer mittelreichen Bürgerfamilie präsentiert werden.
- „Aus der Geschichte von Katowice“ (poln. „Z dziejów Katowic”)
- Dauerausstellungen in der Nikiszowiec-(Nickischschacht-)Abteilung: „Woda i mydło najlepsze bielidło. W pralni i maglu na Nikiszowcu”, „Wokół mistrzów Grupy Janowskiej”, „U nos w doma na Nikiszu” (Wohnkultur der Arbeitersiedlung)

## Abteilungen
- Abteilung für Geschichte
- Abteilung für Stadtethnologie: Hier befanden sich die öffentliche Waschküche, die Mangel und das Bad für die Familien der Bergleute der Gieschegrube (später „Wieczorek“-Grube). Die dortigen Anlagen wurden noch bis Ende der achtziger Jahre des 20. Jahrhunderts benutzt. Ab 1996 war im Gebäude die „Magiel“ („Mangel“)-Galerie tätig. Es wurden dort u. a. die mit dem Stadtteil verbundenen Andenken präsentiert. Im September 2003 wurde die Galerie eine Filiale des Museums für Geschichte von Kattowitz. Im Jahre 2011 verlegte man die Abteilung für Stadtethnologie des 1999 gegründeten Museums für Geschichte von Kattowitz in das revitalisierte Gebäude. In der Sammlung dieser Abteilung befinden sich viele die Kulturaspekte des Arbeitermilieus (besonders der Bergbauarbeiter) dokumentierende Exponate: Familienleben, Alltag und Festtag, Religion, Sittlichkeit, Berufskultur und Laienkunst – besonders die Werke der Laienmaler der Janowska-Gruppe.[2] Adresse: Rymarska Straße 4 in Nikiszowiec (Nickischschacht).
- Kunstabteilung
- Abteilung für Fotografie
- Abteilung für Theater und Film, Adresse: Kopernik Straße 11
- Abteilung für Grafik, Adresse: Kościuszko Straße 47
- Abteilung für Wissenschaft und Weiterbildung